# O barré réfléchi
Cette page contient des caractères spéciaux ou non latins. S’ils s’affichent mal (▯, ?, etc.), consultez la page d’aide Unicode.
O barré réfléchi, ø, est une lettre additionnelle de l’écriture latine qui a été utilisée dans certaines transcriptions phonétiques.

## Utilisation
L’o barré réfléchi est utilisé dans la transcription phonétique de Knud Brekke.
Bernard Bloch (en) et George L. Trager (en) proposent le symbole o barré réfléchi ‹ ø › pour représenter une voyelle moyenne antérieure arrondie.
Mathias Bendix Ottsen et Ella Jensen utilisent certains symboles de la transcription Dania, dont le o barré réfléchi (traditionnellement avec une barre convexe dans la transcription Dania).

## Représentations informatiques
L’o barré réfléchi n’a pas de code propre dans Unicode mais peut être représentée avec le formatage du o barré ou en utilisant le signe diacritique barre oblique inversée couvrante U+20E5 : ‹ o⃥ ›.